# ТЕС Ашугандж (Midland Power)
24°1′37″ пн. ш. 90°59′19″ сх. д. / 24.02694° пн. ш. 90.98861° сх. д.
ТЕС Ашугандж (Midland Power) – електрогенеруючий майданчик на північному сході Бангладеш, створений компанією Midland Power.
На початку 21 століття на тлі стрімко зростаючого попиту у Бангладеш почався розвиток генеруючих потужностей на основі двигунів внутрішнього згоряння, які могли бути швидко змонтовані. Зокрема, в 2013 році у Ашауганджі почала роботу станція компанії Midland Power, яка мала 6 генераторних установок Rolls-Royce B35:40V20 загальною потужністю 56 МВт (законтрактована потужність 51 МВт). Як паливо вони споживають природний газ, котрий може надходити до Ашуганджу від розташованого за кілька кілометрів найбільшого родовища країни Тітас або з північного сходу країни по газотранспортному коридору Кайлаштіла – Ашугандж.
В 2018-му ввели в роботу другу чергу, розраховану на використання нафтопродуктів. Вона має 23 генераторні установки Rolls-Royce B-32:40V16AH загальною потужністю 161 МВт (законтрактована потужність 150 МВт).
Можливо відзначити, що в Ашугандзі також працюють потужні електростанції компанії APSCL (ТЕС Ашугандж, ТЕС Ашугандж-Північ/Ашугандж-Південь) і менші генеруючі об’єкти компаній United Power та BPDB.